# アビジャン・ニジェール鉄道

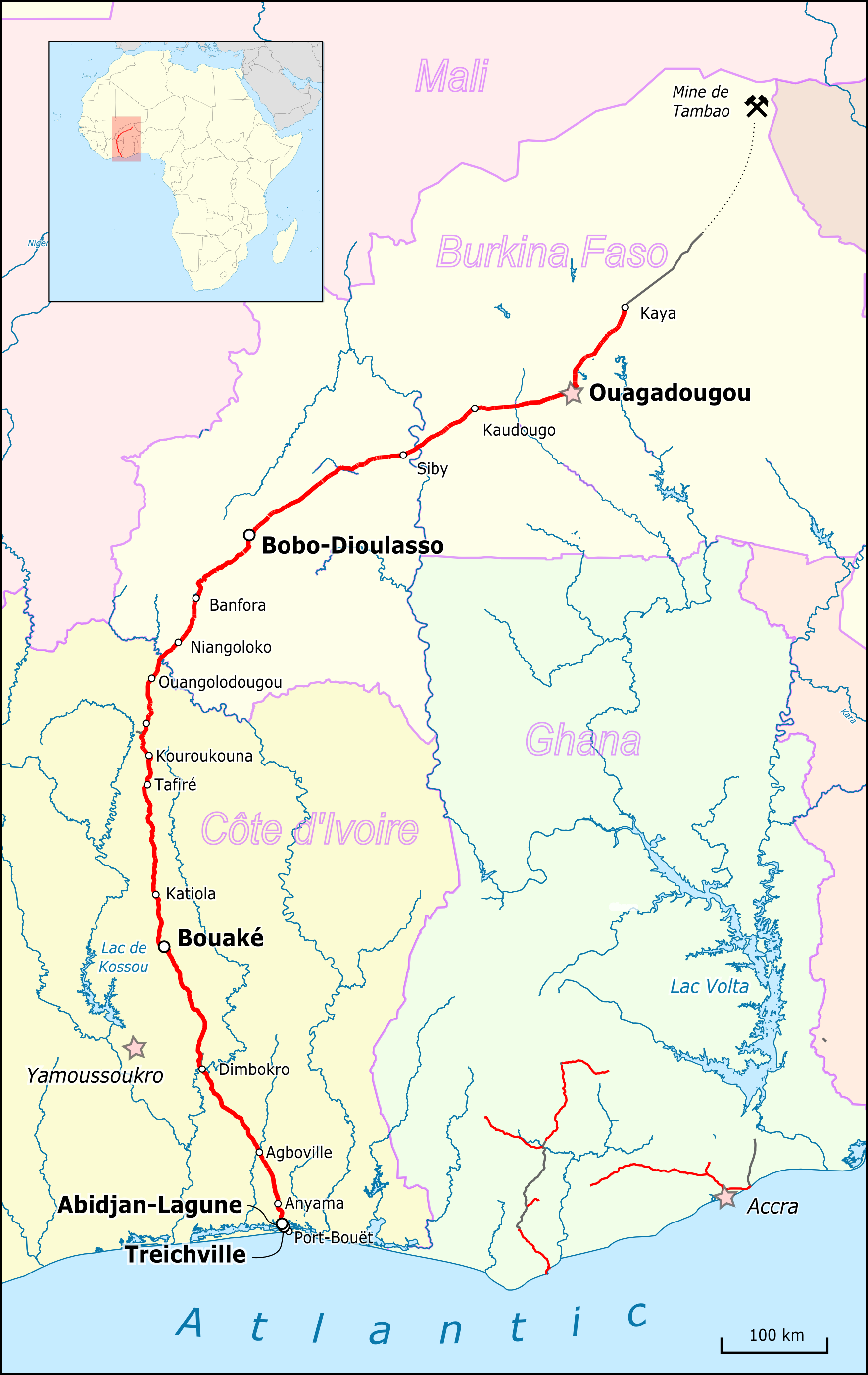
路線図

アビジャン・ニジェール鉄道（アビジャン・ニジェールてつどう、Abidjan-Niger Railway）は、コートジボワールの首都アビジャンとブルキナファソの首都ワガドゥグーとを結び、カヤまで伸びる鉄道路線。
全長1,245km。628kmがコートジボワール領内を、617kmがブルキナファソ国内を走る。軌間は1,000mmの狭軌である。計画ではブルキナファソ国内をさらに東進し、ニジェールの首都・ニアメまで建設される予定であったが、一部延伸はあったものの現在まで計画は実現していない。

## 歴史
フランス領西アフリカ内陸部の開発を促すためフランスが計画し、1904年1月12日にアビジャンから着工した。ボボ・ディウラッソまでは1934年に完成し、クドゥグまでは1953年、ワガドゥグーまでは1954年に開通し、総延長は1,155kmとなった。この後、1960年にオートボルタ、コートジボワール両国が独立したことにより延伸計画は放棄されるが、ブルキナファソ北東部、マリ・ニジェールとの国境に近いタンバオでマンガン鉱が発見されたことにより再びブルキナファソ国内で延伸工事が始まり、1991年にはワガドゥグーから77km北のカヤまで延伸された。

## 経由
- アビジャン（起点）
- ブアケ（Bouaké）
- フェルケセドゥーグー（Ferkessédougou）
- ウアンゴロドゥグー（英語版） (ワンゴロドゥグーまたはワンゴロドゥーグー 英語: Wangolodougouとも)（以上コートジボワール）
- バンフォラ（以下ブルキナファソ）
- ボボ・ディウラッソ（Bobo-Dioulasso）
- クドゥグ
- ワガドゥグー（Ouagadougou）
- カヤ

## 運営
1904年よりアビジャン・ニジェール鉄道(RAN)が一括して全路線を運営していたが、1989年に国境を境にコートジボワール鉄道とブルキナファソ鉄道の運営に分かれた。その後、1995年からは上下分離が行われ、鉄道輸送はシタレール社が一括して行い、インフラ管理は両国の鉄道資産管理会社がそれぞれ行っている。

## 現状
特に内陸国のブルキナファソにおいては輸出ルートとして、また交通手段としても非常に重要な鉄道であるが、管理は上手くいっておらず、再建のために経営主体は二転三転した。同区間はバスが頻繁に走っており、輸送は道路が中心となっている。さらに2002年に勃発したコートジボワール内戦によりコートジボワール国内の鉄道が南北の勢力に分断されてしまい、運行が制限され、大打撃を受けた。

## 脚註
1. ↑  「世界の鉄道」p329　一般社団法人海外鉄道技術協力協会著　ダイヤモンド・ビッグ社　2015年10月2日初版発行
2. ↑  田辺裕、島田周平、柴田匡平、1998、『世界地理大百科事典2 アフリカ』p.460、朝倉書店 ISBN 4254166621
3. ↑  「世界の鉄道」p329　一般社団法人海外鉄道技術協力協会著　ダイヤモンド・ビッグ社　2015年10月2日初版発行